# Volksernährung
Für Volksernährung war in Österreich von 1916 bis 1923 und von 1945 bis 1949, in und nach dem Ersten und nach dem Zweiten Weltkrieg, eine eigene staatliche Dienststelle, zeitweise ein eigenes Ministerium, verantwortlich. Es handelte sich um Zeiten des Mangels, in denen behördliche Wirtschaftslenkung erforderlich wurde, um vor allem für die ärmeren Bevölkerungsschichten, die nicht genug Geld für den Schwarzmarkt hatten, Hungersnöte zu vermeiden.

## Geschichte

### 1916 bis 1945
Die Materie wurde in Österreich-Ungarn erstmals während des Ersten Weltkriegs als so wichtig betrachtet, dass ihr eine eigene Organisationseinheit der Staatsverwaltung gewidmet wurde: Am 12. Oktober 1916 wurde im cisleithanischen Ministerium Stürgkh als Sektion des Innenministeriums das k.k. Ernährungsamt gegründet.
Mit Zustimmung von Kaiser Franz Joseph I. (acht Tage vor seinem Tod als 86-jähriger), der am 13. November 1916 auch den ersten Präsidenten des Amtes ernannte, wurde durch Verordnung des Gesamtministeriums Stürgkh das Amt für Volksernährung geschaffen, das dem Ministerpräsidenten unterstand und einschlägige Kompetenzen mehrerer Ministerien zu übernehmen hatte.
Man berief sich dabei auf die Kaiserliche Verordnung vom 10. Oktober 1914, eine inhaltlich das Kriegswirtschaftliche Ermächtigungsgesetz von 1917 vorwegnehmende Vorschrift.
Das Ministerium Koerber II, das am 31. Oktober 1916 die Nachfolge des Ministeriums Stürgkh angetreten hatte, verordnete am 30. November 1916, das Amt für Volksernährung habe seine Tätigkeit am 1. Dezember 1916 aufzunehmen; am gleichen Tag sei die Tätigkeit des Ernährungsamtes im Ministerium des Innern einzustellen. Gleichzeitig wurde das Statut des Amtes für Volksernährung erlassen.
Vom 5. Jänner 1917 an (Ministerium Clam-Martinic) wurde es, der auf Grund der kriegsbedingten Versorgungsprobleme der Bevölkerung weiter gestiegenen Bedeutung der Materie und den umfassenden Verordnungsvollmachten des Amtes für Volksernährung entsprechend, üblich, den Leiter des Amtes zum Minister ohne Portefeuille zu ernennen und damit in die Regierung Cisleithaniens zu integrieren, ohne formal ein neues Fachministerium zu schaffen; man ging wohl davon aus, dass diese staatliche Tätigkeit in Friedenszeiten nicht mehr benötigt würde.
In der Ersten Republik, vorerst in Deutschösterreich, wurde das Amt in Ministeriumsrang als Staatsamt für Volksernährung bis 1920 weitergeführt und am 10. November 1920, dem Tag des Inkrafttretens der Bundesverfassung, in Bundesministerium für Volksernährung (BMVE) umbenannt. Dieses bestand bis April 1923 (Bundesregierung Seipel I); inzwischen war die enorme Nachkriegsinflation mit ausländischer Hilfe gebremst worden.
Es gab noch einen zweiten Nachfolger, das Ministerstvo výživy in der der neu gegründeten Tschechoslowakei wurde am 5. November 1918 durch die Anordnung 20/1918 Sb. mit Sitz in Prag errichtet. Erst 1933 wurde es aufgelöst.
In Österreich wurde das Ressort 1923 aufgelöst. Die Angelegenheiten wurden auf das Bundesministerium für Landwirtschaft (Erzeugnisse der Landwirtschaft), das Bundesministerium für Handel (Lebensmittelindustrie und -gewerbe), Bundesministerium für soziale Verwaltung (Fürsorge) und das Bundesministerium für Inneres (Wirtschaftspolizei, Preisprüfung, äußerer Ernährungsdienst) aufgeteilt.
In Österreich in der Zeit des Nationalsozialismus unterstanden alle Reichsnährstandbehörden dem Reichsminister für Ernährung und Landwirtschaft.

### Ab 1945
Nach dem Zweiten Weltkrieg wurde wiederum ein Staatsamt (= Ministerium; Provisorische Staatsregierung Renner 1945), dann in der bis 1949 amtierenden Bundesregierung Figl I das Bundesministerium für Volksernährung geschaffen, das unter Aufsicht der vier Besatzungsmächte die Verteilung der Nahrungsmittel sicherstellen sollte. Es arbeitete primär mit dem Landwirtschaftsministerium, das für die Produktion zuständig war, zusammen (Übergangswirtschaft).
In der von 8. November 1949 an amtierenden Bundesregierung Figl II bestand das Bundesministerium für Volksernährung nicht mehr. Die Ernährung war soweit gesichert, dass das Ministerium aufgelöst werden konnte. Die Kompetenzen wurden auf Innen-, Sozial- sowie Land- und Forstwirtschaftsministerium aufgeteilt.
Heute ist für Ernährungsfragen der Innenminister nur mehr im Krisenfall verantwortlich, seit 1986
der Land- und Forstwirtschaftsminister (Lebensministerium, Zuständigkeit Ernährungswesen, 2013 Sektion III Landwirtschaft und Ernährung).
Ausgenommen davon ist die Nahrungsmittelkontrolle, für die das Gesundheitsministerium zuständig ist (2013 Sektion II Verbrauchergesundheit und Gesundheitsprävention); es hat die nahrungsmittelbezogenen Kompetenzen des 1997–2000 im Bundeskanzleramt geführten Verbraucherschutzministeriums übernommen.
Die konkrete Arbeit wird heute von der dem Gesundheits- und dem Landwirtschaftsministerium zugeordneten, 2002 gegründeten Agentur für Gesundheit und Ernährungssicherheit (AGES; selbst keine Behörde) und dem mit ihr zusammenarbeitenden, 2002 als Behörde unter dem Landwirtschaftsministerium eingerichteten Bundesamt für Ernährungssicherheit (BAES) geleistet.

## Leitende Personen
- Leiter des Ernährungsamts im k.k. Ministerium des Innern 1916
  - Oskar Ritter von Keller, Sektionschef: 12. Oktober–30. November 1916 (Einstellung der Tätigkeit; Ministerium Stürgkh, Koerber II)
- Präsidenten des Amtes für Volksernährung 1916–1918 (Das seit 1. Dezember 1916 tätige Amt war dem Ministerpräsidenten Cisleithaniens unterstellt. Die Präsidenten Höfer und Paul gehörten als Minister ohne Portefeuille dem Kabinett an.)
  - Oskar Kokstein: 13. November 1916[3] – 5. Jänner 1917[19]

Erster Vizepräsident: Oskar Ritter von Keller, zuvor Leiter des Ernährungsamtes; Zweiter Vizepräsident: Baron Fries
  - Anton Höfer: 5. Jänner 1917 – 26. Februar 1918 Minister (ohne Portefeuille; Ministerium Clam-Martinic, ab 23. Juni 1917[20] Seidler)
  - Ludwig Paul: 26. Februar 1918 – 11. November 1918 Minister (ohne Portefeuille; Ministerium Seidler, Hussarek, Lammasch)
- Staatssekretäre bzw. Bundesminister für Volksernährung 1918–1923[21]
  - Johann Löwenfeld-Russ: 30. Oktober 1918 – 7. Juli 1920 Staatssekretär für Volksernährung (Staatsregierung Renner I, Renner II, Renner III)
  - vorläufig unbesetzt 7. – 9. Juli 1920: Bei der Wahl der Staatsregierung Mayr I in der Nationalversammlung blieb dieses Ressort vorläufig unbesetzt. Grünberger wurde vom Parlament zwei Tage später gewählt.[22]
  - Alfred Grünberger: 9. Juli 1920 – 31. Mai 1922 Staatssekretär für Volksernährung (mit der einstweiligen Leitung betraut), ab 10. November 1920 Bundesminister für Volksernährung (Mayr I, Bundesregierung Mayr II), ab 21. Juni 1921 als Bundesminister für Handel und Gewerbe, Industrie und Bauten mit der Leitung betraut (Schober I, Breisky), ab 27. Jänner 1922 Bundesminister für Handel und Gewerbe, Industrie und Bauten, betraut mit dem Bundesministerium für Volksernährung (Schober II)
  - Rudolf Buchinger: 31. Mai 1922 – April 1923 Bundesminister, betraut mit dem Bundesministerium für Volksernährung (Seipel I)
- Staatssekretäre bzw. Bundesminister für Volksernährung 1945–1949
  - Andreas Korp (SPÖ): 27. April 1945 – 20. Dezember 1945 Staatssekretär für Volksernährung (Renner (IV))
  - Hans Frenzel (SPÖ): 20. Dezember 1945 – 11. Jänner 1947 Bundesminister für Volksernährung (Figl I)
  - Otto Sagmeister (SPÖ): 11. Jänner 1947 – 8. November 1949 Bundesminister für Volksernährung (Figl I)

Die Staatssekretäre und Bundesminister 1918–23 und 1945–49 gelten auch als Vorgänger der Gesundheitsminister.
Weitere nachgeordnete Positionen:
- Unterstaatssekretäre nach 1918:
  - Robert Wallenstorfer 21. November 1918 – 3/15. März 1919 (Staatsregierung Renner I)
- Unterstaatssekretäre 1945 (Hier sind Politiker angeführt, die als Unterstaatssekretäre 1945 Hilfsorgane des im Ministerrang stehenden Staatssekretärs waren.):
  - Helene Postranecky (KPÖ): 27. April 1945 – 20. Dezember 1945 (Renner (IV)/Korp) (1); sie war in der Geschichte Österreichs die erste Frau, die Regierungsmitglied wurde
  - Josef Kraus (ÖVP): 27. April 1945 – 26. September 1945 (Renner (IV)/Korp; Präsident der Niederösterreichischen Landwirtschaftskammer, ab 20. Dezember 1945 Landwirtschaftsminister (Bundesregierung Figl I)
  - Ernst Winsauer (ÖVP) 26. September 1945 – 20. Dezember 1945 (Renner (IV)/Korp)
- Sektionschefs für Ernährung nach 1949: (Liste unvollständig)
  - Andrä Rupprechter, Leiter Sektion Landwirtschaft und Ernährung 2002–2007 (danach EU-Ratsdirektor für ländliche Entwicklung, ab 2013 Landwirtschaftsminister)
  - Edith Klauser, Leiterin Sektion III Landwirtschaft und Ernährung seit 20. Juli 2007[23] (Gusenbauer/Pröll, Faymann/Berlakovich)